# Donald Baird
Donald 'Don' Baird (12 mei 1926 - 13 juni 2011) was een Amerikaanse paleontoloog van gewervelde dieren. Zijn werk concentreerde zich op pootafdrukken van terrestrische gewervelde dieren van het Carboon en Mesozoïcum in het noordoosten van de Verenigde Staten en het zuidoosten van Canada (Appalachia en Newark Supergroup Basin). Baird studeerde, doceerde en werkte aan twee van de meest gerenommeerde universiteiten in de Verenigde Staten: Harvard en Princeton. Zijn verdiensten liggen niet alleen in de ontdekking van talrijke fossiele vindplaatsen, in het verzamelen en catalogiseren van talrijke fossielen en in de beschrijving en herziening van vele fossiele taxa en sporentaxa, maar ook in de ontwikkeling en vooruitgang van verzamel- en preparatietechnieken, met name de gebruik van latex voor het maken van afgietsels van fossielen bij het bewaren van afdrukken.

## Biografie

### Leven en carrière
Donald Baird was de zoon van Mary Alma Barton Johnson Baird en George Mahaffey Patterson Baird, afstammelingen van Schotse en Noord-Ierse immigranten. Kleine Don trok al vroeg de aandacht vanwege zijn grote honger naar kennis en zijn interesse in natuurwetenschappen en geschiedenis. Als student won hij prijzen op researchexposities en deed hij vrijwilligerswerk op de afdelingen fossielen van gewervelde dieren en archeologie van het Carnegie Museum of Natural History. Na zijn afstuderen aan de middelbare school in 1943, schreef hij zich voor het eerst in aan de University of Pittsburgh. Kort daarna ging hij echter in het leger en beleefde hij de laatste maanden van de Tweede Wereldoorlog in Duitsland als lid van het 609th US Tank Destroyer Battalion.
Na zijn eervol ontslag keerde hij terug naar de University of Pittsburgh, waar hij in 1947 zijn bachelor in geologie en biologie behaalde. Daarna verhuisde hij naar de University of Colorado at Boulder, waar hij in 1949 een masterdiploma behaalde. Eind 1949 aanvaardde Baird een functie als conservator aan het Geologisch Museum van de University of Cincinnati. Bijna precies twee jaar later verliet hij Cincinnati en studeerde af bij een van de belangrijkste paleontologen van gewervelde dieren van zijn tijd, bij Alfred Romer in het Harvard Museum of Natural History. Het onderwerp van zijn proefschrift waren de pootafdrukken van tetrapoden in de sedimentaire gesteenten van het Mesozoïcum van Connecticut Valley (Hartford Basin, Newark Supergroup).
Nadat hij in 1955 met succes was gepromoveerd, solliciteerde hij aanvankelijk tevergeefs bij verschillende paleontologische instellingen en verbleef daarom een tijdje op Harvard. In 1957 slaagde hij er eindelijk in en kreeg hij een positie als conservator bij het Natural History Museum van Princeton University (Princeton Museum of Natural History), toentertijd een beroemde paleontologische onderzoeksinstelling. In 1974 overleed de oude directeur van het museum Glenn L. Jepsen en Baird volgde hem op. Sinds de jaren 1960 waren er echter stromingen in het Princeton Geological Institute die vijandig stonden tegenover de paleontologie. Deze tendensen versterkten zich in de loop van de tijd en leidden uiteindelijk tot de desinvestering van de paleontologische collectie door het Instituut, afgezien van enkele waardevolle tentoonstellingen in de jaren 1980. Baird kreeg de taak om nieuwe locaties voor de collectie te vinden. De verzameling gewervelde dieren werd overgenomen door het Peabody Museum of Natural History in Yale, waarmee Baird sinds zijn doctoraaltijd nauwe banden had onderhouden.
In 1988 ging Baird officieel met pensioen en verhuisde terug naar Pittsburgh. Maar zelfs na zijn pensionering bleef hij fossielen van gewervelde dieren verzamelen en beschrijven. Hiervoor had hij een studeerkamer ingericht in de kelder van zijn huis. Vanaf eind jaren 1990 beperkte zijn wetenschappelijk werk zich, mede door zijn toenemende kwetsbaarheid, tot zijn eigen vier muren.

### Werk als paleontoloog en als metgezel
Het was tijdens zijn tijd bij Boulder (1947-1949) dat Baird voor het eerst fossiele pootafdrukken en sporen van gewervelde landdieren tegenkwam en met Frank Peabody, die de studie van dergelijke fossielen had geoptimaliseerd door rigoureuze wetenschappelijke methoden toe te passen. Baird daarentegen optimaliseerde de verzameltechniek: tetrapode-pootafdrukken zijn niet ongebruikelijk op de lagen van massieve zandsteenbanken, zodat de berging ervan zeer arbeidsintensief is en de stukken veel ruimte innemen in de transportmiddelen en in de collecties. Een alternatief voor berging was het maken van gipsafgietsels, met vaak slechte resultaten. In plaats van gips gebruikte Baird latex, dat hij in het Carnegie Museum had leren gebruiken. Latex was licht, brak niet en gaf ook de driedimensionale structuren in het gesteente veel beter weer.
Als conservator in Cincinnati (1947-1949) hoorde Baird van de fossielen in het Boven-Carboon in Linton, Jefferson County. Het betreft de Diamond Coal Mine, een kolenmijn die in 1921 werd gesloten en waaruit al in de 19e eeuw fossielen van gewervelde dieren zijn beschreven. Er waren daar nog grote hoeveelheden steenkool gestort, die destijds door het mijnbouwbedrijf waren weggegooid en die de overblijfselen van talrijke gewervelde taxa bevatten. Voor het onderzoek van deze overblijfselen ontwikkelde Baird zijn latexgiettechniek verder door deze te combineren met een etstechniek: met behulp van een zwak zuur worden de overblijfselen van de reeds slecht geconserveerde skeletten uit de koolstofkleisteen verwijderd om een schone, holle vorm te krijgen, die vervolgens herhaaldelijk voorzichtig wordt uitgespoeld met een latexoplossing. De resulterende dikke latexhuid wordt dan van de afdruk verwijderd en kan als een normaal skelet als positief reliëf worden onderzocht. In de loop van enkele decennia heeft hij elk belangrijk fossiel exemplaar uit Linton op deze manier geprepareerd.
Als doctorandus (1951-1955) bezocht hij vele instellingen aan de oostkust van de Verenigde Staten om afgietsels van fossiele pootafdrukken te maken. Daar ontmoette hij de bejaarde Richard S. Lull in het Peabody Museum in Yale, die een expert was op het gebied van de tetrapode-pootafdrukken uit het Mesozoïcum van de Connecticut Valley. Lull was zo onder de indruk van Bairds enthousiasme voor paleontologie dat hij Baird volledige toegang gaf tot alle collecties van het Peabody Museum.
In 1956 verkende hij samen met zijn promotor Alfred Romer voor het eerst het Carboon van Nova Scotia. Tijdens deze excursie, die ook werd bijgewoond door tal van andere Romer-medewerkers, werden fossielen van gewervelde dieren gevonden, bij voorbeeld bij de Dominion Coal Co. Strip Mine No. 7 in de buurt van Florence in het bekken van Sydney. Deze dagbouwmijn verwierf later enige bekendheid als de typelocatie van de fossiele geslachten Paleothyris en Archaeothyris, die nu behoren tot de oudste Amniota in termen van fylogenetische geschiedenis. De gewervelde dieren hebben daar overleefd in de stronken van fossiele wolfsklauwbomen, vergelijkbaar met de veel bekendere vindplaats in Joggins. Paleothyris en Archaeothyris werden echter niet beschreven door Baird zelf, maar door andere studenten van Romer. Met een van deze studenten, Robert L. Carroll, beschreef Baird in 1967 het andere Nova Scotiaans taxon Romeriscus periallus als het fylogenetisch oudste reptiel. Uit latere analyse van dit materiaal is echter gebleken dat er geen precieze uitspraak kan worden gedaan over de verwantschap met een specifieke tetrapode-groep. Het typemateriaal van Romeriscus werd gevonden door Baird met William F. Take, toen conservator geologie in het Nova Scotia Museum of Science in Halifax, in het Boven-Carboon nabij Port Hood, Inverness County. Andere belangrijke Carboon-lokaliteiten waar Baird en collega's lichaams- en sporenfossielen verzamelden, zijn Point Edward op Cape Bretoneiland en Horton Bluff aan de zuidkant van het Minas Basin, de oostelijke tak van de bovenste Bay of Fundy.
Met William Take verkende Baird, nu conservator bij Princeton, ook de vroege Mesozoïcum-afzettingen van Nova Scotia in de late jaren 1950, die behoren tot dezelfde lithostratigrafische reeks als de Mesozoïsche sedimentaire gesteenten van het zuidoosten van Pennsylvania, Connecticut en New Jersey (Newark supergroep). In 1963 kwam er echter een breuk tussen de twee conservatoren. Oorspronkelijk waren Baird en Take overeengekomen dat al het materiaal dat ze samen hadden verzameld, zou worden gedeponeerd in het Nova Scotia Museum of Science in Halifax. Boos door Take's trage tempo bij het identificeren, catalogiseren en prepareren van de fossielen, regelde Baird met de directeur van het Science Museum in afwezigheid van Take dat al het materiaal in permanente bruikleen zou worden gegeven aan het museum in Princeton. Take heeft hem dit nooit vergeven.
Baird had ook een nogal koele relatie met Glenn L. Jepsen, de directeur van het Princeton Museum. Jepsen had hem in 1957 naar Princeton gebracht, maar hun contrasterende persoonlijkheden zorgden voor spanningen tussen de twee mannen. Bairds professionele inzet en zijn expertise, met name in de museale sector, zorgden er echter voor dat hij een waardevolle medewerker was voor Jepsen, waar hij niet zonder kon, zodat Baird tot aan Jepsens dood in 1974 in Princeton bleef en uiteindelijk zelfs Jepsen als directeur van het museum verving.
Nadat hij met William Take had gebroken, zette Baird zijn veldwerk voort in het oude Mesozoïcum van Nova Scotia. Net als in de jaren 1950 en tijdens de verkenning van het Carboon, putte hij ook uit de lokale kennis van lokale hobbyverzamelaars. Zijn werk concentreerde zich op de Wolfvilleformatie van het Midden- tot Laat-Trias en de McCoy Brookformatie van het Vroeg-Jura. De meest spectaculaire resultaten van deze activiteiten waren de ontdekking in 1976 van de oudste dinosauriër in het oosten van Noord-Amerika in de McCoy Brookformatie (gelegen op de relatief productieve plaats Wasson Bluff) en in 1984, in dezelfde formatie, de ontdekking van een kleine dinosauruspootafdruk dat in 1986 zelfs in Time Magazine terechtkwam. Oorspronkelijk was de bijbehorende pootafdruk teruggevonden vanwege andere, grotere pootafdrukken van het sporengeslacht Batrachopus en zonder de betrokkenheid van Baird. Pas toen de afdruk in de preparatiewerkplaats van Baird in Princeton werd ontdaan van omringende modder, kwamen de minder dan twee centimeter lange vertegenwoordigers van het ichnogenus Grallator aan het licht.
Na zijn pensionering richtte Baird zijn aandacht weer op het Carboon van de Ohio-vallei. Enkele jaren voordat hij met pensioen ging, had hij gehoord over vondsten van gewervelde dieren in een open kolenmijn in de buurt van Youngstown, Mahoning County. De gewervelde dieren in de zogenaamde Five Points-locatie, vergelijkbaar met Linton, waren bewaard in steenkool en zijn ook van ongeveer dezelfde leeftijd. Nadat de mijn was gesloten, begon Baird ongeveer duizend ton steenkool te zeven. Hij werd bijgestaan door de steenkoolgeoloog en paleontoloog Robert W. Hook, met wie Baird al in het midden van de jaren 1980 over de vindplaats Linton had gepubliceerd. Hook en Baird besteedden bijna tien jaar aan het beoordelen van het Five Point-materiaal, gedurende welke tijd Baird zo'n 1 700 fossielen in de kelder van zijn huis prepareerde en identificeerde. Hiermee legde hij de basis voor de verdere wetenschappelijke verwerking van deze exemplaren en daarmee ook voor de toekomstige toename van kennis over de gewervelde fauna van het Laat-Carboon. Een voorlopige beschrijving van de samenstelling van de Five Points fossiele gewervelde fauna verscheen in 1993.

## Bijzonderheden
Speciale vermelding is gemaakt van Bairds scherpe zintuigen en fotografisch geheugen. Tijdens de wetenschappelijke verwerking van sporenfossielen en hun latexafgietsels als onderdeel van zijn proefschrift, merkte hij op dat twee exemplaren van een fossiele pootafdruk uit het Boven-Trias van de Newark-supergroep, die zich in twee verschillende collecties bevonden en waarvan de labels zeiden dat ze uit verschillende plaatsen zijn, in feite plaat en tegenplaat van één en hetzelfde fossiel zijn (het slecht bewaarde exemplaar was het holotype van Chirotherium lulli, Bock 1952). Meer dan vijftien jaar later vond Baird op de vindplaats Point Edward in het Vroeg-Carboon van Nova Scotia de onderkaak van een basale tetrapode die hij, volgens zijn aantekeningen, prompt identificeerde als de tegenhanger van een onderkaak die in 1958 door Romer werd geïdentificeerd onder de naam ?Pholiderpeton bretonense.
Baird verliet het strikte onderzoeksgebied van de reguliere wetenschap toen hij in 1989, relatief kort na zijn pensionering, een artikel publiceerde in een cryptozoölogisch tijdschrift. Daarin beschreef hij hoe het mogelijk is, met behulp van een hem bekende techniek van het Carnegie Museum en een stap die hij zelf gebruikte om met zijn latexafgietsels van Linton (en later Five Points) gewervelde fossielen te creëren, realistisch ogende voetafdrukken van de mythische Noord-Amerikaanse mensaap Bigfoot (ook bekend als Sasquatch) te creëren. Hij wilde aantonen dat de bijbehorende voetafdrukken, die sommige cryptozoölogen gebruiken als bewijs van het bestaan van Bigfoot, nep zouden kunnen zijn.

## Overlijden
Donald Baird overleed in juni 2011 op 85-jarige leeftijd.

## Eerbetoon

### Inwijdingsnamen
Clevosaurus bairdi Sues et al. 1994 Wasson Bluff, Nova Scotia, Neder-Jura, een vroege sphenodont

### Andere onderscheidingen
In 1996 ontving Baird de Joseph T. Gregory-prijs van de Society of Vertebrate Paleontology (SVP), 's werelds belangrijkste internationale vereniging van paleontologen van gewervelde dieren. Baird was daar sinds 1991 erelid. De prijs wordt sinds 1992 uitgereikt voor uitmuntende diensten aan het welzijn van de SVP.